# علی صدرالاسلام
علی صدرالاسلام از سیاستمداران ایرانی بود، که در  دوره سوم و دوره چهارم بعنوان نماینده زنجان در مجلس شورای ملی حضور داشت.